# 日本循環器協会
一般社団法人日本循環器協会（にほんじゅんかんききょうかい、英: Japanese Circulation Association、略称: JCA）は、循環器病患者・家族、自治体や企業との連携を基盤として循環器病診療と研究のプラットフォームの役割を担う組織として設立された団体。
日本循環器学会、日本心臓財団とともに活動。
事務所を東京都千代田区内神田1丁目に置いている。

## 沿革
2021年5月10日に設立